# Hugues de Chalon (1220-1266)
Pour les articles homonymes, voir Hugues de Chalon et Hugues de Bourgogne.
Hugues de Chalon, numéroté Hugues III et portant le surnom de Bourgogne, né vers 1220/1230 et mort en 1266, est un sire de Salins issu de la maison de Chalon, obtenant le titre de comte palatin de Bourgogne par son mariage avec Adélaïde Ire de Bourgogne.

## Biographie

### Origines
Hugues semble naître vers 1220 et 1230. Il est le fils du comte Jean Ier de Chalon  le Sage ou l'Antique et de Mahaut de Bourgogne, fille d'Hugues III duc de Bourgogne et de la comtesse-dauphine Béatrice d'Albon,.
Il a deux sœurs, Élisabeth († 1277), qui épouse successivement Henri Ier de Bourgogne-Mâcon-Vienne, comte de Vienne † 1233, Ulrich II de Ferrette puis Henri Ier de Vergy, seigneur de Mirebeau et d'Autrey ; et Marguerite († 1262), qui s'unit à Henri de Brienne (maison de Brienne), seigneur de Venizy, puis Guillaume Ier de Courtenay-Champignelles,.
Des deux unions suivantes de son père, il a pour frères ou sœurs consanguines,
- Jean Ier, seigneur de Rochefort, comte d'Auxerre par mariage avec la comtesse Alix de Bourgogne-Auxerre et auteur de la tige des Chalon-Auxerre-Tonnerre.
- Jean Ier, seigneur d'Arlay, auteur de la tige des Chalon-Arlay.
- Hugues († 1312), prince-évêque de la principauté de Liège (1295-1301), puis archevêque de Besançon.
- Agnès († 1350), comtesse de Genève.

### Comte de Bourgogne, par alliance
Hugues, alors âgé de seize ans, est marié par contrat, datant de février 1231, à Alix de Méranie (alias Béatrice de Bourgogne). Un délais de cinq ans est mis en place. Le comte duc Othon Ier d'Andechs et de Moravie, et comte par alliance de Bourgogne, à la suite de son union avec sa première femme, la comtesse de Bourgogne Béatrice II, s'était engagé à donner sa fille Alix ou une autre de ses filles en union.
Le mariage a lieu avec Alix, en 1236,. Par cette union, on met fin aux tensions entre aux branches aînée et cadette des comtes de Bourgogne,.
De son vivant, son père, malgré des tensions avec lui, le fait son véritable successeur et chef de famille en lui léguant la seigneurie de Salins.
En 1248, son beau-frère le comte Othon III de Bourgogne décède. Son père, le puissant comte Jean Ier de Chalon  le Sage ou l'Antique et seigneur de Salins devient régent du comté de Bourgogne pour son fils Hugues, sa belle-fille Alix  et son petit-fils Othon IV de Bourgogne.

### Mort
Hugues meurt en 1266, un an avant son père. Son corps est inhumé dans l'église de l'abbaye de Cherlieu.
La comtesse Adélaïde Ire de Bourgogne se remarie, l'année suivante, en juin 1267, à l'âge de 58 ans avec le comte Philippe Ier de Savoie (1207 † 1285) (sans enfants de ce second mariage),. Elle meurt en 1279, sans avoir toutefois organisé sa succession. Son fils aîné, Othon, s'impose face à ses frères comme le successeur à la tête du comté de Bourgogne.

## Sceaux
Plusieurs sceaux d'Hugues de Chalon sont conservés et présentés notamment sur le base en ligne sigilla.irht.cnrs.fr (voir ci-dessous).

## Famille

### Descendance
Hugues de Chalon épouse le 1er novembre 1236 la comtesse de Bourgogne, Alix de Méranie, avec qui il a :
- Othon IV de Bourgogne, futur comte, ∞ (1°) Philippa de Bar, ∞ (2°) Mahaut d'Artois ;
- Hugues/Hugonin († apr. 1312), seigneur de Fraisans, de Montbrison/Montbouson et d'Apremont, ∞ (1282) Bonne (it), fille d'Amédée V le Grand, comte de Savoie[13]. Sans postérité ;
- Étienne († 1299) ;
- Renaud de Bourgogne († 1322), ∞ avec Guillemette de Neufchâtel, fille d'Amédée Ier de Neuchâtel, et héritière des Montfaucon-Montbéliard en tant qu'arrière-petite-fille de Thierry III ; seigneur entre autres de Montaigu (Jura), Dramelay, Sellières, Pymorin, Montfleur, Binans, Marigna ;
- Henri ;
- Jean († 1302), seigneur de Montaigu à Colombier (Haute-Saône), Fontenoy-le-Château, d'Amance, Fondremand, Port, etc., inhumé à Faverney puis transféré dans l'église de l'abbaye de Cherlieu, le 5 mars 1309, en même temps que son frère Othon IV de Bourgogne ; ∞ Marguerite de Blâmont,
  - dont la branche cadette des sires de Montaigu[14] ;
- Elisabeth († 1275), mariée en 1254 avec le comte Hartmann V de Kibourg († 1263) ;
- Hippolyte (morte en 1283), dame de Saint-Vallier, ∞ (1270) Aymar IV de Poitiers-Valentinois († 1329), comte de Valentinois et de Diois ;
- Guye ou Guyonne († 1316), ∞ (vers 1274) Thomas III de Savoie († 1282), prince de Piémont ;
- Agnès, dame de Saint-Aubin, ∞ (1259) Philippe II, comte  de Vienne († 1303), seigneur de Pagny ;
- Marguerite, nonne à l'abbaye de Fontevraud ;
- Béatrix († v. 1313), religieuse (avant 1266), puis abbesse de Baume-les-Dames[15] ;
- Alix, nonne à l'abbaye de Fontevraud (attestée en 1260).